# Artiomovski
Artiomovski (en russe : Артёмовский) est une ville de l'oblast de Sverdlovsk, en Russie. Sa population s'élevait à 31 557 habitants en 2014.

## Géographie
Artiomovski est située sur la rivière Bobrovka, un affluent de l'Irbit, dans le bassin de l'Ob, à 120 km au nord-est de Iekaterinbourg.

## Histoire
À l'origine, un village du nom de Iegorchino (Его́ршино) fut fondée en 1665. Un gisement de charbon fut découvert dans les environs du village en 1871. À l'époque soviétique, un centre urbain nommé Imeni Artioma fut développé près des gisements de charbon. En 1938, Iegorchino et Imeni Artioma fusionnèrent pour former la ville d'Artiomovski.

## Population
Recensements (*) ou estimations de la population
| 1926* | 1939*  | 1959*  | 1970*  | 1979*  |
| ----- | ------ | ------ | ------ | ------ |
| 1 337 | 17 884 | 34 775 | 37 740 | 39 192 |

| 1989*  | 2002*  | 2010*  | 2013   | 2014   |
| ------ | ------ | ------ | ------ | ------ |
| 41 247 | 34 980 | 33 160 | 32 011 | 31 557 |